# Colonna (rione di Roma)
Colonna è il terzo rione di Roma, indicato con R. III.

## Geografia fisica

### Territorio
Il rione confina con:
- Ludovisi: via degli Artisti, via di Sant'Isidoro, via Veneto
- Trevi: piazza Barberini, via del Tritone, largo Chigi, piazza Colonna, via del Corso
- Pigna: via del Caravita, piazza sant'Ignazio, piazza San Macuto, via del Seminario
- Sant'Eustachio: piazza della Rotonda, via del Pantheon, piazza e via della Maddalena
- Campo Marzio: via di Campo Marzio

## Storia
L'area del rione comprende due zone distinguibili tra loro, separate da via del Corso: quella ad ovest è pianeggiante, l'altra, collinare, si inerpica verso il Pincio. Nella Roma antica, quest'ultima zona accoglieva le domus dei più abbienti, mentre la prima rientrava nel Campus Martius, costellato di monumenti: oltre alla Colonna di Marco Aurelio che diede in seguito il nome al rione medievale, rimangono le vestigia del tempio di Adriano in piazza di Pietra, e della meridiana di Augusto.
Nel corso del medioevo iniziò a delinearsi la nuova divisione della città in dodici rioni: a quel tempo questo era il terzo rione, Regio Columpne et sancte Marie in Aquiro, con riferimento alla chiesa di Santa Maria in Aquiro. Il rione conobbe un notevole sviluppo nel XVII secolo: Papa Alessandro VII Chigi sistemò Piazza Colonna, e la sua famiglia acquistò dagli Aldobrandini il palazzo che vi si affacciava, che divenne quindi Palazzo Chigi. L'importanza di Colonna fu ulteriormente accresciuta nel 1696 con l'inaugurazione del vicino Palazzo Montecitorio, sede dei tribunali pontifici, del dazio e della polizia.
In seguito all'unità d'Italia e alla proclamazione di Roma capitale (1871), l'area nord-orientale del rione - collinosa e sistemata a ville nobiliari con giardino - fu oggetto, come altre zone della città, di un'autentica febbre edilizia determinata dalle esigenze del nuovo ruolo di Roma: in particolare, furono lottizzati i 25 ettari di Villa Ludovisi. Questo territorio, fittamente edificato nel ventennio 1886-1906, nel 1921 fu distaccato da Colonna e andò a formare il nuovo R. XVI Ludovisi.
Al 1911-1922 risale la costruzione della galleria Colonna (dal 2003 intitolata ad Alberto Sordi); nel 1918 Palazzo Montecitorio divenne sede della Camera dei deputati. Nel 1922 Palazzo Chigi divenne sede del Ministero degli esteri fino al 1961, quando divenne sede della Presidenza del Consiglio dei ministri.

### Stemma
Colonna bianca in campo rosso (allusiva alla Colonna Aureliana).

## Monumenti e luoghi d'interesse

### Architetture civili

Palazzo Bocconi (ex La Rinascente) in una immagine del 1910

- Palazzo Bocconi (ex La Rinascente), su via del Corso angolo largo Chigi.

Progetto dell'architetto Giulio de Angelis e dell'ingegner Sante Bucciarelli, venne inaugurato l'11 dicembre 1887, alla presenza di re Umberto I, come Grandi Magazzini "Alle città d'Italia".
- Palazzo Capranica, su piazza Capranica.
- Palazzo Chigi, su piazza Colonna.
- Palazzo Ferrajoli, su piazza Colonna.
- Palazzo Ferrini Cini, su piazza di Pietra.
- Palazzo Fiano al Corso, in piazza di san Lorenzo in Lucina, all'angolo del Corso
- Palazzo Gabrielli-Borromeo, su via del Seminario.
- Palazzo Macchi di Cellere, su piazza di Monte Citorio.
- Palazzo Montecitorio, su piazza di Monte Citorio.
- Palazzo di Propaganda Fide, su piazza di Spagna.
- Palazzo Toni, su via Capo le Case.

Detto dai romani "dei pupazzi" per le erme che ornano il piano nobile: vi ebbero studio Massimo d'Azeglio e Arnold Böcklin.
- Palazzo Wedekind, su piazza Colonna.
- Casa Vaca, su via in Lucina.
- Tempio di Adriano (Borsa di Roma), su piazza di Pietra.
- Galleria Alberto Sordi (già Galleria Colonna), su via del Corso.

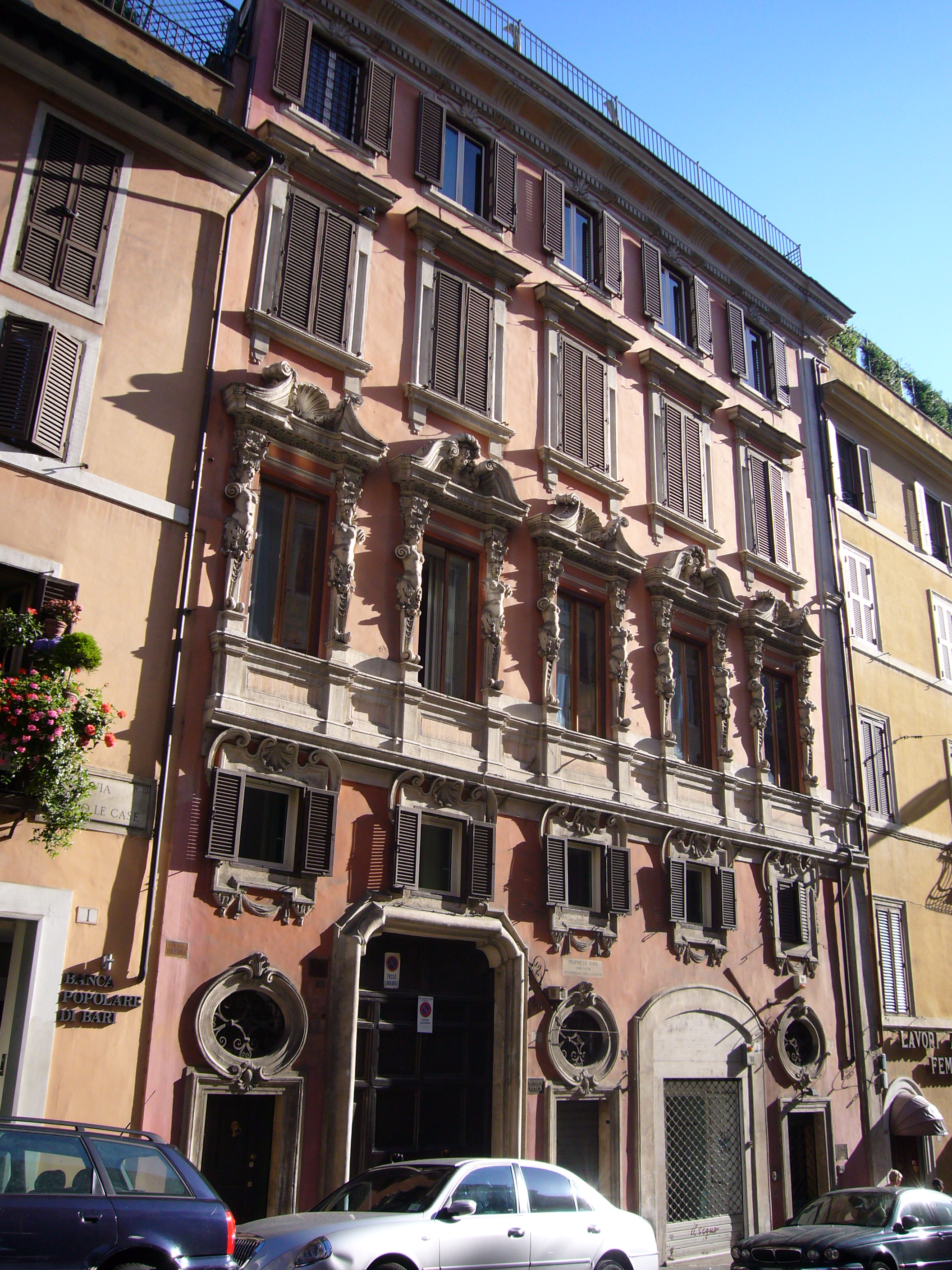
Palazzo Toni a Capolecase

### Architetture religiose
- Basilica di Sant'Andrea delle Fratte
- Basilica di San Lorenzo in Lucina
- Chiesa di Santa Maria in Aquiro
- Chiesa di Santa Maria Maddalena
- Chiesa di San Macuto
- Chiesa dei Santi Bartolomeo e Alessandro dei Bergamaschi
- Chiesa di San Silvestro in Capite
- Chiesa di San Giuseppe a Capo le Case
- Chiesa dei Santi Ildefonso e Tommaso da Villanova
- Chiesa di Santa Maria Odigitria
- Cappella dei Re Magi
- Chiesa evangelica battista in piazza San Lorenzo in Lucina

Scomparse
- Chiesa di Santa Croce a Montecitorio
- Chiesa della Santissima Trinità della Missione
- Chiesa di Sant'Andrea della Colonna
- Chiesa di San Paolo alla Colonna
- Chiesa di Santa Maria Maddalena delle Convertite
- Oratorio dei Santi Andrea e Francesco da Paola delle Fratte
- Chiesa di Santa Francesca Romana a Strada Felice

### Altro
- Colonna di Marco Aurelio, detta impropriamente Colonna Antonina

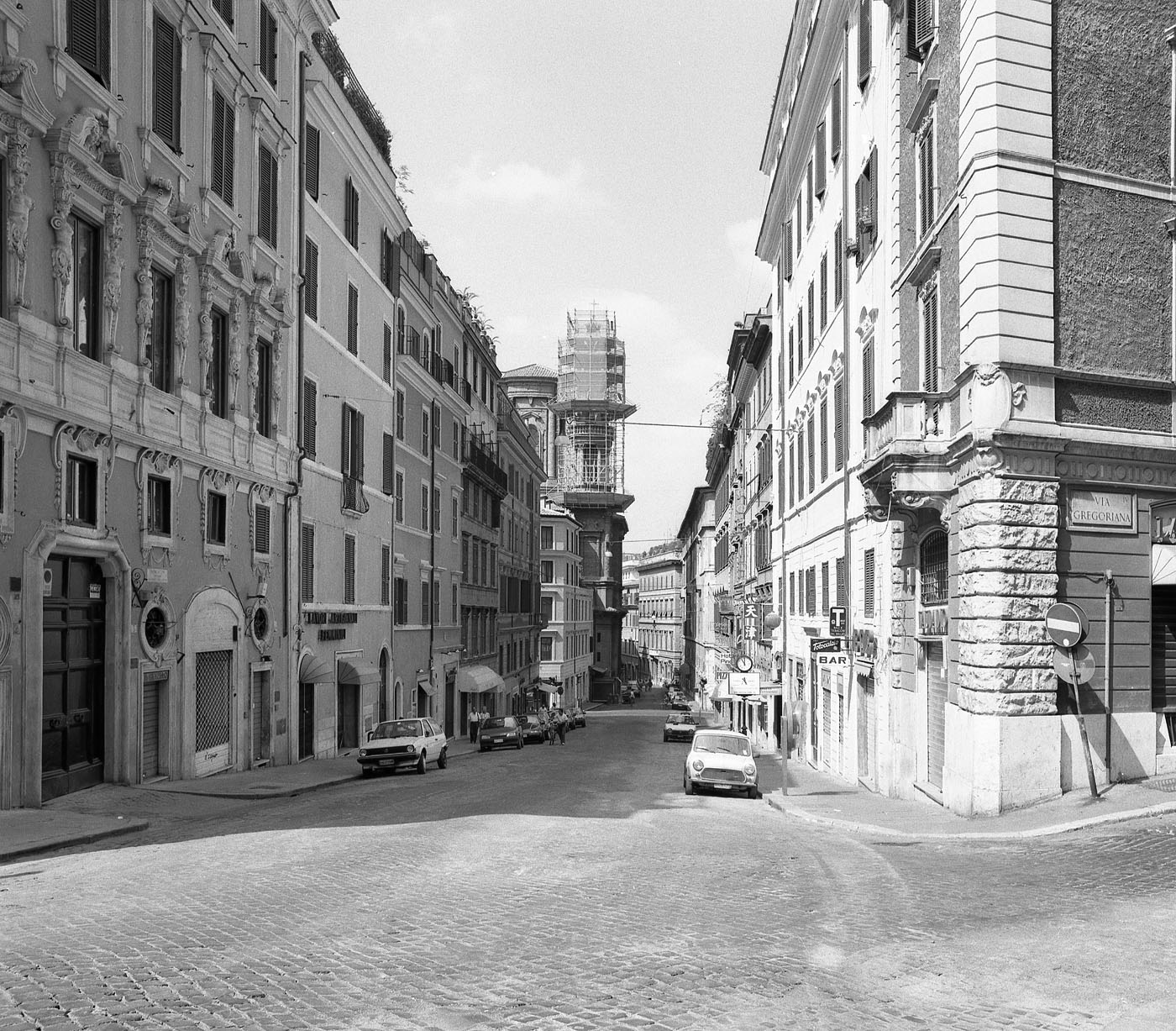
Via Capo le Case nel 1991
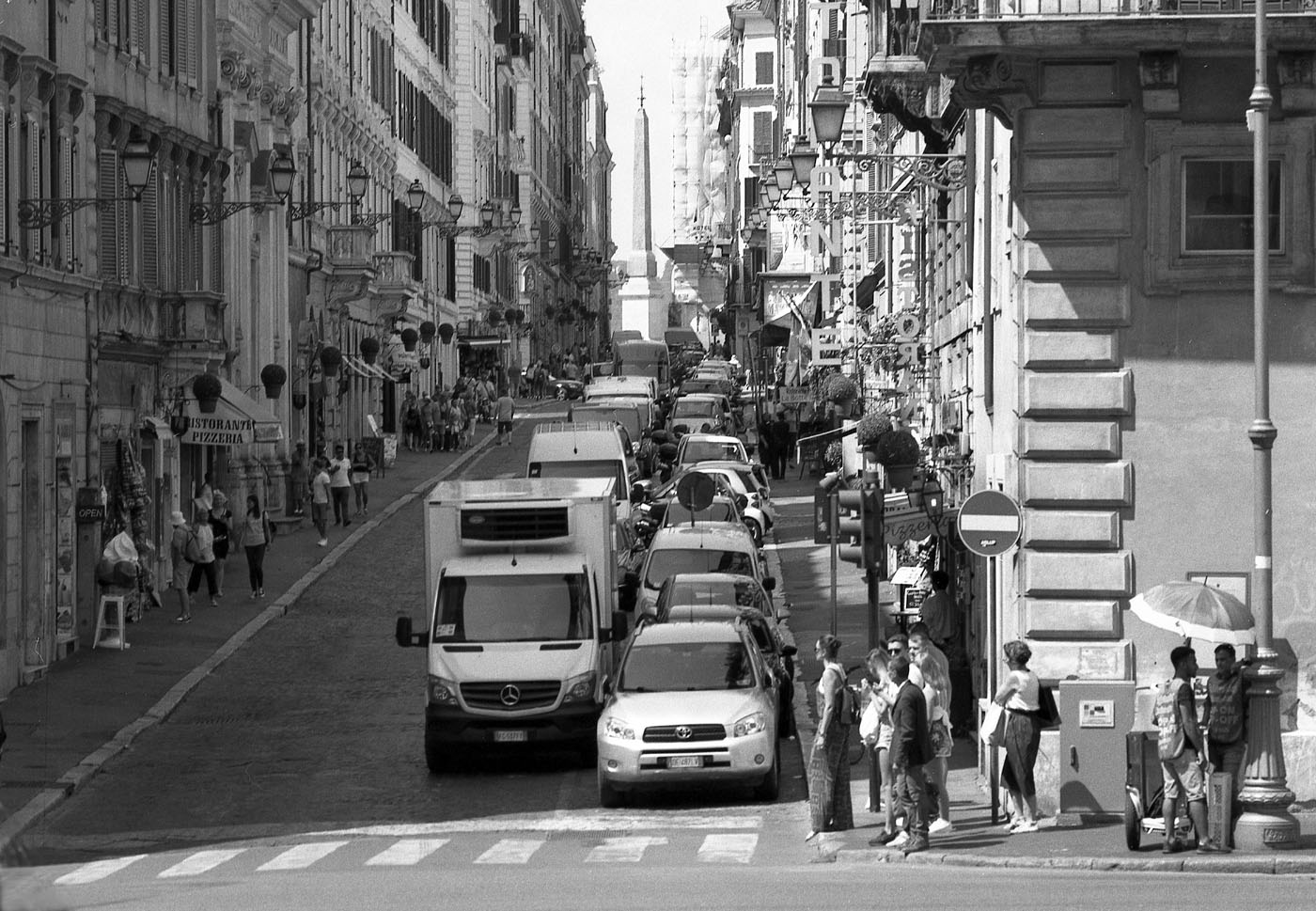
Via Sistina nel 2018
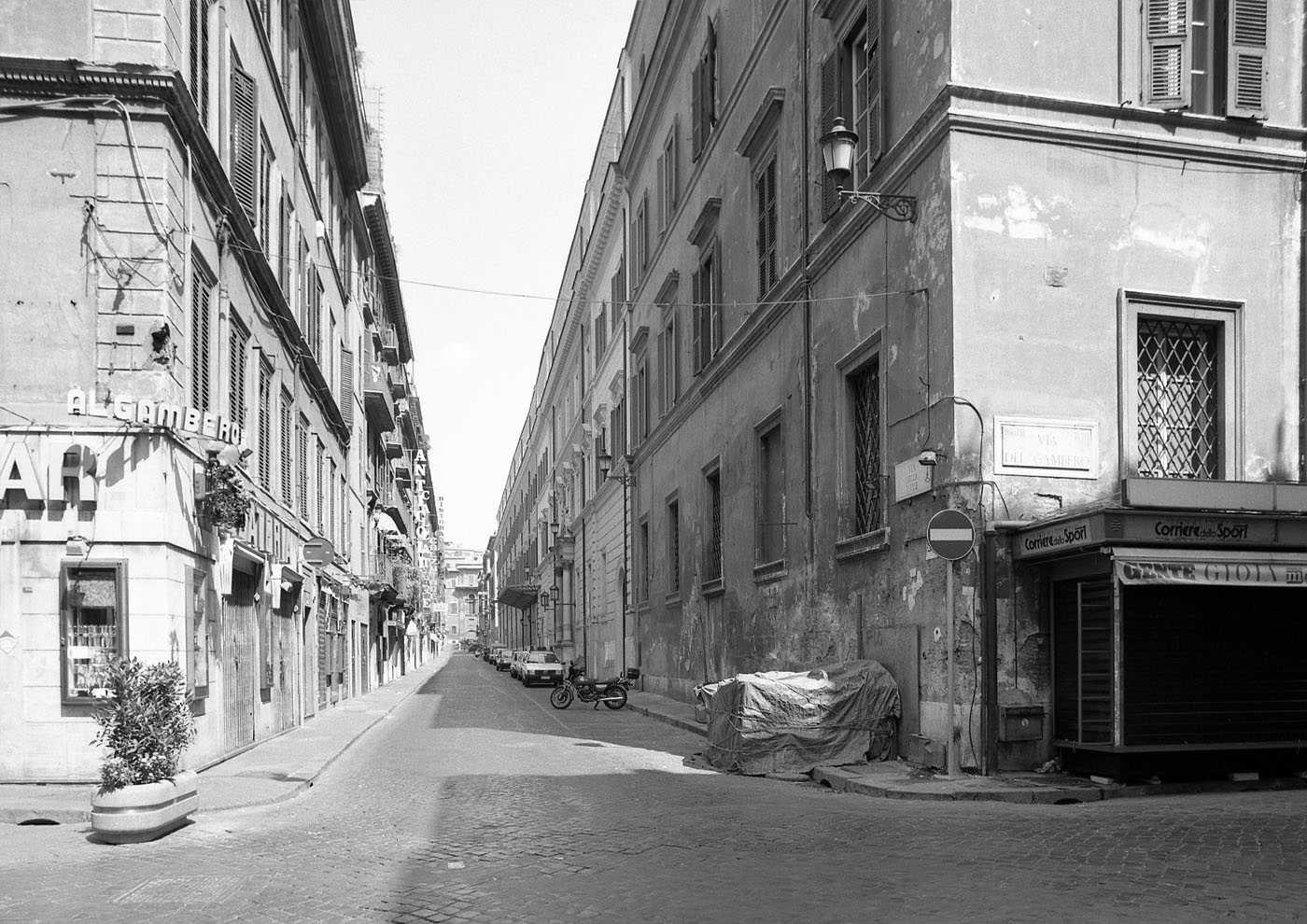
Via della Vite nel 1993
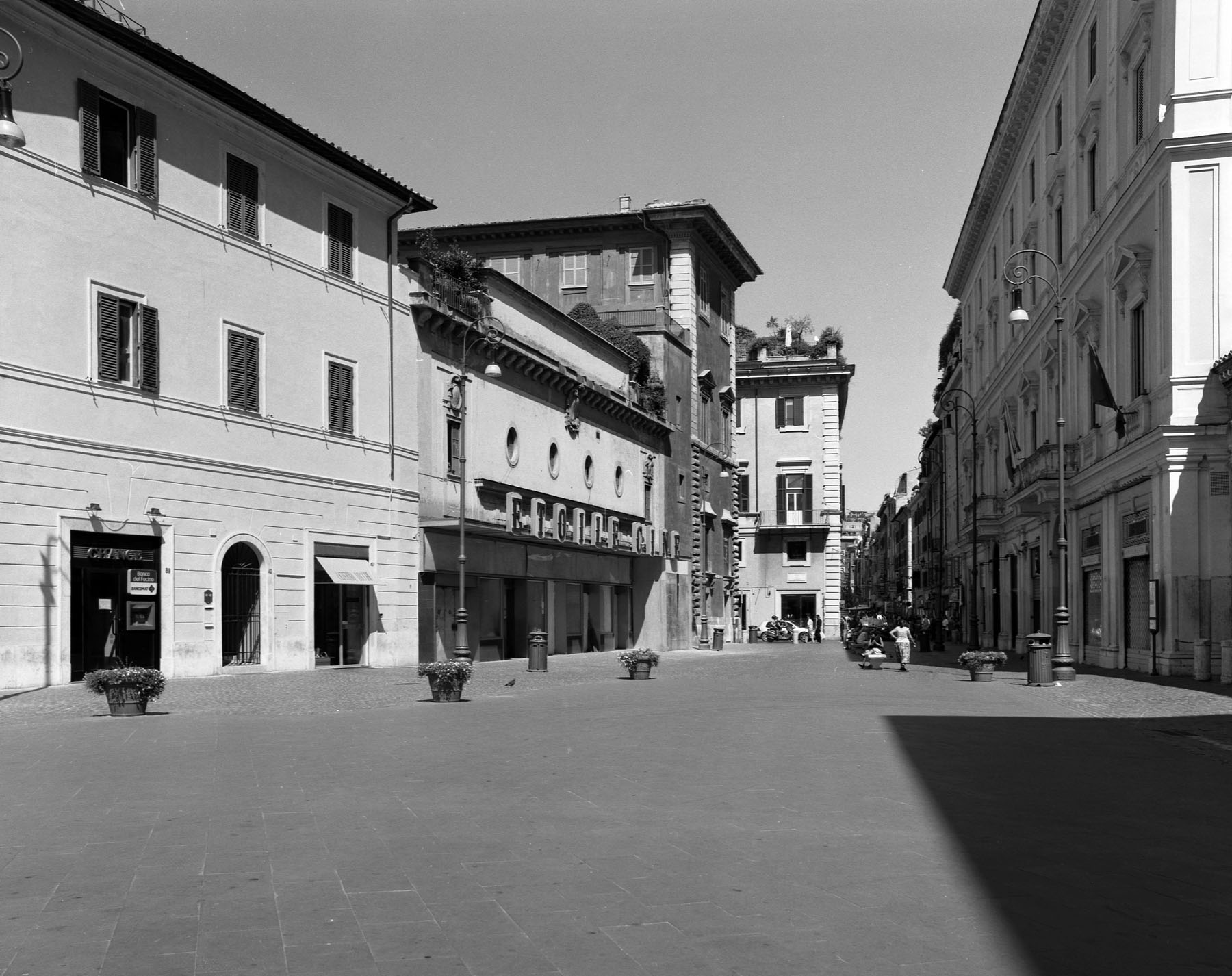
Piazza di San Lorenzo in Lucina (1991)